# سینمای فرانسه
سینمای فرانسه شامل هنر فیلم‌سازی در داخل و خارج از فرانسه می‌شود. فرانسه زادگاه سینما است و سهم قابل توجهی در سینمای جهان دارد و به توسعه این صنعت کمک کرده‌است.
جدا از صنعت بومی فیلم‌سازی در فرانسه، این کشور هنرمندان بسیاری را از سرتاسر جهان در فرانسه گرد هم آورده‌است. به همین دلیل، سینمای فرانسه گاهی با سینمای کشورهای خارجی در هم تنیده شده‌است .رومن پولانسکی، کریستوف کیشلوفسکی، آندره ژولاوسکی از لهستان، گاسپر نوئه، ادگاردو گوزارینسکی از آرژانتین، آناتول لیتواک و الکساندر الکسیف از روسیه و میشائیل هانکه از اتریش جز برجسته‌ترین هنرمندان سینمای فرانسه به‌شمار می‌آیند.
یکی دیگر از عناصر حمایت از این صنعت این است که پاریس دارای بالاترین تراکم سینما در جهان می‌باشد.
با ۲۰۶٬۵ میلیون بلیت فروخته شده در سال ۲۰۱۰ و ۲۱۵٬۶ میلیون نفر در سال ۲۰۱۱ فرانسه در جایگاه سوم بزرگ‌ترین بازارهای فیلم پس از پس از ایالات متحده و هند در جهان است؛ و همچنین از نظر درآمد پس از ایالات متحده و ژاپن قرار می‌گیرد.
و در اروپا با رکورد ۲۶۱ فیلم تولید شده در سال ۲۰۱۰ موفق‌ترین صنعت سینما متعلق به فرانسه می‌باشد.

## تاریخچه

### موج نوی فرانسه
موج نوی فرانسه جنبشی در سینمای فرانسه است که در دهه ۱۹۵۰ به رهبری منتقدان جوان تحریریه مجله سینمایی کایه دو سینما در فرانسه شکل گرفت و به سایر نقاط دنیا سرایت یافت.
موج نو در فرانسه در دو دوره اتفاق افتاد. دورهٔ اول از سال ۱۹۵۸ تا ۱۹۶۲ طول کشید و از مشخصه‌های آن تأکید بر مؤلف و میزانسن بود. فیلم‌سازان این دوره از قواعد فیلم‌سازی دههٔ ۵۰ میلادی، هم به لحاظ روایی و هم تصویری، روی‌گردان شدند. روایت و داستان یا آغاز و پایانی برای فیلم‌ها وجود نداشت. تنها برشی از زندگی در فیلم نشان داده می‌شد و به این ترتیب اقتباس ادبی در این سینما از بین رفت. ادبیات جای خود را به قصه‌های عامه‌پسند داد و زمان در فیلم‌ها همان دههٔ حاضر بود و حرف‌هایی که در فیلم‌ها زده می‌شد، دربارهٔ جوانان بود. صحبت از تمایلات جنسی که نشان از پدیدهٔ «عشق آزاد» داشت، در سینمای موج نو رواج یافت و هویت آدم‌ها در فیلم‌ها مطرح شد. نقش زنان هم در روایت محوری تر شد و مثبت تر شد. استفاده از نماهای معمول که زمان و مکان را توصیف می‌کرد منسوخ شد و جامپ کات و نماهای نامنطبق در تدوین جای خود را باز کرد. دوربین‌های سبک برای فیلمبرداری در خیابان‌ها به کار می‌رفت و دیگر فیلم‌ها در استودیو ساخته نمی‌شد.
به ویژه فرانسوا تروفو بود که توانست این موج نو را فراتر از سال 1967 با فیلم هایی مانندبوسه‌های دزدکی (1968) حمل کند.

### سینما نگاه
سینما-نگاه (به فرانسوی: Cinéma du look) جنبشی در سینمای فرانسه بود که در دهه هشتاد آغاز شد. این جنبش برای نخستین بار توسط رافائل بسان به این نام خوانده شد. فیلمسازان اصلی این جنبش شامل لوک بسون، لئو کاراکس و ژاکوس بینکس می‌شوند. کارگردانانی که گفته می‌شود که سبک را بر محتوا و منظره یا فضای بصری فیلم را بر داستان ترجیح می‌دهند. خصوصیت کار فیلمسازان این جنبش سبک بصری دقیق و تأکید بر روی جوانان بیگانه شده و به حاشیه رانده شده در دوره فرانسوا میتران است. تم‌هایی چون سرنوشت عشقی تلخ، افراد جوان دور از خانواده و دیدگاه تلخی نسبت به پلیس در آثار این افراد دیده می‌شود. در آثار این افراد از مترو به عنوان استعاره‌ای بر جهانی زیرزمینی بسیار استفاده شده‌است.

### رئالیسم شاعرانه
رئالیسم شاعرانه (به فرانسه: Réalisme poétique) جنبشی در سینمای فرانسه بود که از اوایل دهه ۱۹۳۰ آغاز شد. ژان رنوار، مارسل کارنه، ژولین دوویویه و ژان گرمیون فیلم‌سازانی بودند که در این دهه در قالب گروه نه چندان منسجمی به فیلم‌سازی پرداختند و جنبش رئالیسم شاعرانه را به وجود آوردند. گرچه این جنبش همچون جنبش مونتاژ شوروی یا امپرسیونیسم فرانسه، حرکتی منسجم و متحد نبود. فیلم‌های رئالیسم شاعرانه دارای لحنی توأم با حسرت و ناامیدی است.

## مراسم‌ها و جشنواره‌ها

### جشنواره فیلم کن
جشنواره فیلم کن (به فرانسوی: Le Festival International du Film de Cannes) یک جشنواره سالانه فیلم است که در کن فرانسه برگزار می‌شود. این جشنواره یکی از بزرگ‌ترین و باشکوهترین رویدادهای سینمایی جهان و محلی برای پیش‌نمایش فیلم‌های جدید از تمامی ژانرها از جمله مستند به‌شمار می‌آید.
جشنواره فیلم کن ۲۰۲۱ به‌عنوان هفتاد و چهارمین دوره آن در فرانسه به پایان رسید. ریاست هیئت داوران جشنواره امسال را که از ۶ تا ۱۷ ماه ژوئن برگزار شد، اسپایک لی کارگردان آمریکایی به عنوان اولین رئیس سیاهپوست هیئت داوران، برعهده داشت. در این دوره، ژولیا دوکورنو کارگردان فرانسوی برای فیلم تیتان برنده جایزه نخل طلایی شد.

### جایزه سزار
جایزه سزار جایزه سینمایی ملی فرانسه است که نخستین بار در سال ۱۹۷۵ برگزار شد. نامزدهای این جایزه توسط اعضای آکادمی هنرها و فنون سینمایی فرانسه (به فرانسوی: Académie des Arts et Techniques du Cinéma) برگزیده می‌شوند که مراسم آن در پاریس معمولاً در فوریه برگزار می‌شود. این جایزه که نام خود را از سزار بالداچینی، مجسمه‌ساز فرانسوی گرفته‌است به اسکار فرانسوی معروف است.

## شرکت‌های فیلم‌سازی فرانسه

### اروپاکورپ
اروپاکورپ یک استودیوی فیلم‌سازی فرانسوی است که مقر آن در پاریس قرار دارد. این شرکت با همکاری لوک بسون و پیر-آنژ لو پوگام در سال ۲۰۰۰ تأسیس شده‌است. این شرکت در طیف گسترده‌ای از فعالیت‌های سینمایی و تلویزیونی مانند توزیع فیلم در فرانسه، توزیع دی وی دی، فروش حقوق پخش تلویزیونی در فرانسه، و تولید تبلیغات به کار مشغول است.

### گومون
گومون Gaumont: شرکت فرانسوی تولید و پخش فیلم سینمایی و همچنین دارای سالنهای نمایش فیلم است. این شرکت قدیمی‌ترین شرکت سینمایی جهان است و در سال ۱۸۹۵ تأسیس شده و عمری برابر عمر سینما دارد.